# Beata Ostrowicka
Beata Ostrowicka (ur. 1966) – polska pisarka, autorka powieści dla dzieci i młodzieży.

## Życiorys
Debiutowała w 1995 powieścią Niezwykłe wakacje (książka wyróżniona nagrodą sezonu wydawniczego IKAR 95 oraz przez Polską Sekcję IBBY). Laureatka kilku innych nagród, w tym wpis na Listę Honorową im. H.Ch. Andersena. W 2000 odbyła się premiera jej sztuki, napisanej na podstawie Strychowych opowieści. Niektóre książki zostały przetłumaczone na języki obce. Wiele powieści uzyskało kwalifikacje do utrwalenia na taśmie magnetofonowej i systemem Braille'a, w celu udostępnienia ich dzieciom niewidzącym.
Współpracuje z "Misiem" i "Świerszczykiem". Od 2001 związana jest z wydawnictwem Literatura. Została zaproszona do prac m.in. jury Ogólnopolskiego Konkursu Literackiego im. Agnieszki Bartol „Ja i świat”.
Jest członkiem Stowarzyszenia Pisarzy Polskich, a w latach 2000–2004 pełniła funkcję członka Zarządu Oddziału Krakowskiego SPP. Od 2006 należy do Sekcji Polskiej Międzynarodowego Stowarzyszenia IBBY.

## Życie prywatne
Zamężna, ma dwóch synów.
Mieszka w Krakowie.

## Nagrody i wyróżnienia
- 1995: Nominacja do nagrody Ikar za Niezwykłe wakacje;
- 1995: Wyróżnienie polskiej sekcji IBBY za Niezwykłe wakacje i Eliksir przygód;
- 2002: II Nagroda Literacka za książkę pt. Świat do góry nogami w konkursie "Książka Roku 2002", którego organizatorem jest polska sekcja IBBY;
- 2003: nominacja do nagrody "BESTSELLERek 2003" za Lulaki, Pan Czekoladka i przedszkole czyli ważne sprawy małych ludzi;
- 2004: nominacja do Nagrody Literackiej im. Kornela Makuszyńskiego za Lulaki, Pan Czekoladka i przedszkole czyli ważne sprawy małych ludzi;
- 2004: wpis na Honorową Listę Andersena za Świat do góry nogami;
- 2005: nominacja do "Książki roku" dla powieści Zła dziewczyna;
- 2006: Książka roku Polskiej Sekcji IBBY za Ale ja tak chcę!
- 2006: "BESTSELLERek 2006" za Ale ja tak chcę!
- 2017: wyróżnienie w konkursie na treatment scenariusza filmu dla dzieci, organizowanego przez Stowarzyszenie Autorów ZAiKS i Polski Instytut Sztuki Filmowej  za pracę Czar Patyczaka
- 2019: tytuł „Najlepszej książki popularnonaukowej dla dzieci” w Chinach za książki Poczytam Ci mamo. Elementarz matematyczny i Poczytam Ci mamo. Elementarz przyrodniczy
- 2020: wyróżnienie w ogólnopolskim konkursie  Nagrody Literackiej im. Kornela Makuszyńskiego, organizowanej przez Bibliotekę Galeria Książki w Oświęcimiu za książkę Szczygły
- 2021: na Listę BIS (tytuły polecane przez jurorki i jurorów Konkursu Książka Roku 2021 PS IBBY) została wpisana książka Kolorowe serca

## Twórczość literacka
- Kraina Kolorów. Księga Nadziei, Warszawa: Iskry, 1998, ISBN 83-207-1570-9.
- Kraina kolorów. Księga intryg, Warszawa: Iskry, 1999, ISBN 83-207-1627-6.
- Świat do góry nogami, Wrocław-Warszawa-Kraków: Ossolineum, 2002, ISBN 83-04-04617-2 (seria: Nasza Biblioteka).
- Zaledwie kilka dni, Łódź: Wydawnictwo Literatura, 2002, ISBN 83-88484-71-0.
- Lulaki, Pan Czekoladka i przedszkole czyli Ważne sprawy małych ludzi, Łódź: Literatura, 2003, ISBN 83-89409-01-1
- Opowieści ze starego strychu, Łódź: Wydawnictwo Literatura, 2005, ISBN 83-89409-68-2.
- Zła dziewczyna, Wrocław: Ossolineum, 2005, ISBN 83-04-04571-0 (seria: Nasza Biblioteka).
- Ale ja tak chcę!, Łódź: Wydawnictwo Literatura, 2006, ISBN 83-89409-88-7.
- Bobek, wyprawa i rzeczy w sam raz, Łódź: Literatura, 2007, ISBN 978-83-60638-44-6.
- Cykl: Zagadka Starego Dworu
  - Eliksir przygód (tom 1), Łódź: Literatura, 2007, ISBN 978-83-60638-91-0, Łódź: Wydawnictwo Literatura, 2024, ISBN 978-83-8208-182-4
  - Tajemnica szkatułki (tom 2), Warszawa: Iskry, 1996, ISBN 83-207-1527-X, Łódź: Wydawnictwo Literatura, 2024, ISBN 978-83-8208-183-1
  - Niezwykłe wakacje (tom 3), Łódź: Wydawnictwo Literatura, 2007, ISBN 978-83-60638-40-8,Łódź: Wydawnictwo Literatura, 2024 ISBN 978-83-8208-184-8
- Mój kochany Kotopies, Łódź: Wydawnictwo Literatura, 2008, ISBN 978-83-61224-30-3.
- Cykl: Wyć się chce 
  - Wyć się chce (tom 1), Warszawa: Nasza Księgarnia, 2009, ISBN 978-83-10-11696-3
  - Zjeść żabę (tom 2), Warszawa: Nasza Księgarnia, 2010, ISBN 978-83-10-11784-7, Łódź: Literatura, 2018, ISBN 978-83-7672-639-7
- Seria: Poczytam ci, mamo  
  - Elementarz, Warszawa: Nasza Księgarnia, 2010 – ISBN 978-83-10-12792-1, 2015 – ISBN 978-83-10-12792-1
  - Elementarz matematyczny, Warszawa: Nasza Księgarnia, 2016, ISBN 978-83-10-12980-2
  - Elementarz przyrodniczy, Warszawa: Nasza Księgarnia, 2016 – ISBN 978-83-10-13089-1, 2017 – ISBN 978-83-10-13089-1
- Jest taka historia, opowieść o Januszu Korczaku, Łódź: Wydawnictwo Literatura, 2012, ISBN 978-83-7672-146-0.
- Przecież cię znam, Warszawa: Nasza Księgarnia, 2014, ISBN 978-83-10-12597-2
- Zła dziewczyna, Łódź: Wydawnictwo Literatura: 2014, ISBN 978-83-7672-306-8
- Podarunek królowej Jadwigi, współautor Artur Bruchnalski, Warszawa: Wydawnictwo Literatura, 2017, ISBN 978-83-7672-554-3
- Zjeść żabę, Łódź: Wydawnictwo Literatura, 2017, ISBN 978-83-7672-639-7
- O Lence, Antku i okropnym Albercie, Warszawa: Nasza Księgarnia, 2018,ISBN 978-83-10-13254-3
- Polscy Superbohaterowie: Irena Sendlerowa, Warszawa: Wydawnictwo RM, 2018,ISBN 978-83-7773-974-7
- O Lence, Antku i planowaniu, współautor Katarzyna Kołodziej, Warszawa: Nasza Księgarnia, 2019, ISBN 978-83-10-13333-5
- Szczygły, Warszawa: Nasza Księgarnia, 2019,ISBN 978-83-10-13380-9
- Kolorowe serca, Warszawa: Nasza Księgarnia, 2019,ISBN 978-83-10-13452-3